# Pryskyřičný kanálek

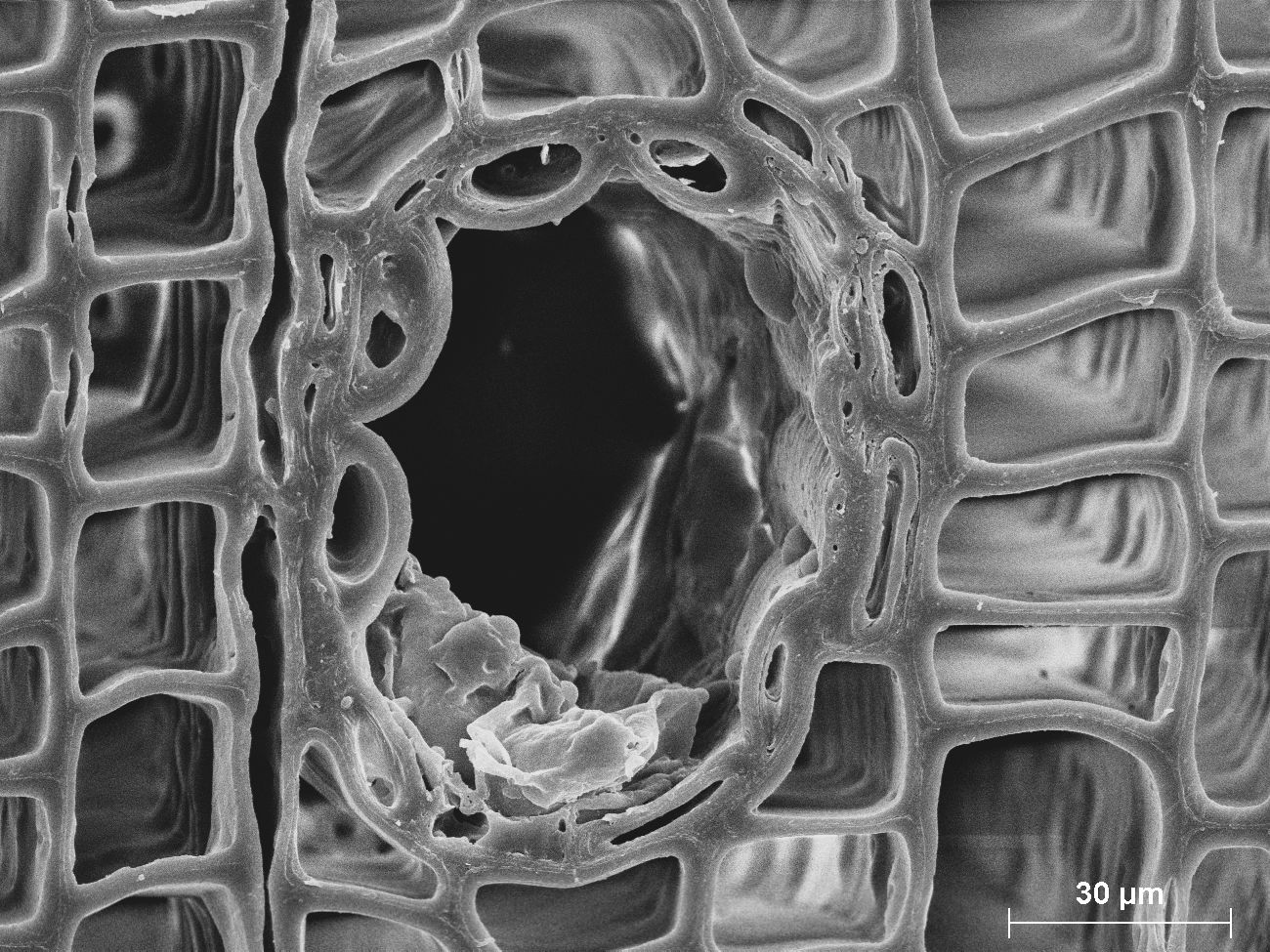
Axiální kanálek smrku ztepilého

Pryskyřičné kanálky ve dřevě stromů jsou tvořeny rozestoupenými doprovodnými parenchymatickými buňkami a uvnitř tenkou vrstvou buněk výstelkových, ze kterých se vylučuje pryskyřice. Ta slouží mj. k ochraně stromu před hmyzem. Pryskyřičné kanálky jsou vzájemně příčně i podélně propojeny a tvoří 0,1 – 0,9 % objemu dřeva. Například u dřeva osik zcela chybí.
Vyskytují se u většiny našich jehličnanů s výjimkou jedle, tisu a jalovce obecného.
Jejich výhodou z hlediska použitelnosti dřeva je snížení hygroskopičnosti, zvýšení výhřevnosti, zvýšení odolnosti proti hnilobě. Jejich nevýhodou naopak snížení opracovatelnosti, zvýšení hmotnosti, ztížení impregnace dřeva.